# Prexaspes janus
Prexaspes janus är en insektsart som beskrevs av Kirby 1904. Prexaspes janus ingår i släktet Prexaspes och familjen Pseudophasmatidae. Inga underarter finns listade i Catalogue of Life.